# Натали (рассказ)
— Хотя разве бывает несчастная любовь? Разве самая скорбная музыка не даёт счастья?
Сколь чудный, неповторимо прекрасный образ эта Натали. Поразителен финал этого рассказа.
«Натали» — рассказ, по определению автора — «маленький роман», русского писателя Ивана Алексеевича Бунина, входит в сборник «Тёмные аллеи».

## Композиция и сюжет
- Рассказ состоит из семи частей, пять из которых — усадебный роман героев, шестая — сцена студенческого бала и сцена панихиды, седьмая — события спустя шесть лет.

Рассказ чётко делится на две части: после пятой главки он, в сущности, мог бы завершиться, и последние две образуют своего рода постскриптум.
 В первой части идёт речь о любви и похоти, причём чувственность выступает как соперница любви. Вторая часть — о любви, судьбе и смерти.— журнал «Литература»
Всё здесь дышит «несуществующей реальностью» дворянской усадьбы, дворянского быта. На этом со вкусом написанном, но откровенно вторичном усадебном фоне Бунин искусно выстраивает сюжет, со своей интригой, делающей рассказ особенно пронзительным.
Окончивший гимназию юный герой приезжает на лето в имение своего дяди. Запоздавшего припозднившегося гостя с дороги встречает двадцатилетняя кузина Соня «в ночном фланелевом халатике», «под которым, верно, ничего нет», смущающая своими прелестями ещё чистого юношу, «краснеющего при вольных разговорах гимназических товарищей», насмешливо, но недвусмысленно намекающая на дальнейшие любовные утехи.
Но кроме соблазнительной и откровенно нескромной совершенной красавицы Сони в усадьбе гостит и её подруга по гимназии Натали.
Герой попадает в запутанный водоворот летнего романа сразу с двумя девушками. Молодой человек ещё ничего не знает о вечной борьбе тела и духа, ему кажется, что тут сразу две любви, такие разные и такие страстные — телесное упоение одной и мучительное красота обожания второй. После ночей с первой он уже не будет краснеть при вольных разговорах гимназических товарищей, а чувству ко второй суждено стать «любовью до гроба».

## Создание
Об истоке замысла рассказа «Натали» Бунин писал в «Происхождении моих рассказов»:

 Мне как-то пришло в голову: вот Гоголь выдумал Чичикова, который ездит и скупает «мертвые души», и так не выдумать ли мне молодого человека, который поехал на поиски любовных приключений? И сперва я думал, что это будет ряд довольно забавных историй. А вышло совсем, совсем другое.
Рассказ написан в Грассе на вилле Жанетт, куда в июне 1940 года Бунины бежали из Парижа захваченного гитлеровцами. Бунин начал писать 18 марта 1941 года, записав на следующий день в дневнике: «Вчера… начал писать „Натали Станкевич“, писал и после обеда почти до часу, пил в то же время коньяк, спал мало, нынче ещё не выходил на воздух (а сейчас уже почти пять), все писал». Следующая запись дневника от 24 марта: «все дни сидел почти не вставая, писал „Натали“», и затем 4 апреля Бунин в дневнике записал: «В шесть вечера кончил „Натали“».
О правке текста имеются две записи в дневнике: 11 апреля «ещё раз (кажется окончательно) перечитал „Натали“, немного почёркал, исправил конец последней главы», и 25 сентября переписывая ещё «чуть-чуть почёркал» Но и уже выслав рассказ Марку Алданову для печати в журнале, видимо, ещё раз правил текст, так как в письме от 14 ноября 1941 года Бунин писал, что выслал «на всякий случай ещё один, уже совсем исправленный текст „Натали“», и просил не печатать рассказ по предыдущему тексту, а дождаться новой редакции.
Рассказ впервые был напечатан в «Новом журнале» № 2, Нью-Йорк, 1942 год, а через год вошёл в изданный в Америке первый сборник «Тёмные аллеи», первоначально состоявший из 11 рассказов.
Рассказ занимает особое место в сборнике «Тёмные аллеи». Если остальные представляют собой двух-трёх страничные этюды, а четыре рассказа занимают максимум по восемь-десять страниц, то «Натали» занимает двадцать пять страниц, превращаясь, по мнению литературоведа И. Сухих в «почти романное изображение всей человеческой жизни с неизменным финалом». Ещё в 1945 году — до второго издания сборника в Париже, Бунин предлагал издательству «Галлимар» выпустить сборник дав ему название по рассказу — под названием «Nathalie — petit roman» («Натали — маленький роман», франц.), но секретарь издательства Брис Парен не принял этого названия.
В 1946 году рассказ был включён автором в вышедший в Париже сборник «Тёмные аллеи», принявший уже завершённый вид из 38 рассказов.
В СССР рассказ был впервые издан только в 1956 году — в четвёртом томе пятитомного собрания сочинений писателя, хотя ещё до издания сборника в Париже Бунин осенью 1945 года через Иностранную комиссию Союза писателей СССР для возможного издания в СССР передал экземпляр нью-йоркского издания с рассказом «Натали», причём с авторской правкой, сделанной красными и синими чернилами, Н. Д. Телешову, который с ноября 1945 года занимался подготовкой издания книги Бунина, которое даже было анонсировано в «Литературной газете» директором «Гослитиздата» Ф. М. Головенченко, но по ряду причин в 1945 году издание не состоялось.

## Дополнительно

### Отличие текста рукописи от публикации
В рукописи рассказ имеет другую концовку — вместо ошеломляющей неожиданности заключительной фразы, в первоначальной версии рассказ заканчивался в идиллической обыденности: «Я стал у неё бывать как старый друг и родственник». И машинописный текст рассказа «Натали», подготовленный Буниным для Издательства имени Чехова, имел два варианта концовки, в одном из них краткий эпилог о смерти героини отсутствовал. Критикой отмечено, что «весьма знаменательно и характерно, что Бунин в окончательном варианте остановился именно на трагической развязке».
Если сопоставить печатный текст рассказа с первоначальными вариантами, Бунин безжалостно вычеркивал из описаний — интерьера, портрета и пейзажей — массу уточняющих подробностей, что придало каждой детали чёткий, почти символический рисунок: так, например, сцена панихиды изначально составлявшая несколько страниц была урезана автором до одного абзаца.
При переработке текста Бунин вычеркнул и эротические подробностей свидания с Соней: «уже чувствуя мучительно-сладкое возбуждение», «я долго и неторопливо, неловко и бесстыдно целовал Соню в губы и в грудь, обнимая и прижимая её к себе всю, всё её тело, а она угрюмо улыбалась», «чувствовал к Соне восторг, благодарность и такое сильное вожделение, что у меня ломило внизу».

### Место и время действия
В «Новом Журнале» — «Натали». И опять, опять: никто не хочет верить, что в ней все от слова до слова выдумано, как и во всех почти моих рассказах, прежних и теперешних. Да и сам на себя дивлюсь — как все это выдумалось — ну, хоть в «Натали». И кажется, что уж больше не смогу так выдумывать и писать…
Литературоведами отмечено, что автор подробно знакомит нас с домом и усадьбой: «в том, с какой тщательностью он восстанавливает их облик, например, детали интерьера, подробности жизни в усадьбе, угадывается насколько этот дом запомнился ему».
Бунин говорил, что рассказ полностью выдуман, но он взял внешность для образа героя: «улан Черкасский такой же большой ростом и всем складом, как улан Муромцев». Алексей Алексеевич Муромцев (1820—1896) — мировой посредник Елецкого уезда (1968) — знакомый и сосед отца Бунина, двоюродный дядя жены писателя В. Н. Муромцевой-Буниной, которая писала о нём: «высокий военный в серой шинели и фуражке с жёлтым околышем».
И место действия также связано с ним, по словам Бунина: «я поместил имение в речной долине, подобной той, в которой было расположено имение Муромцева»: Муромцев жил в селе Предтечево Новосильского уезда Тульской губернии, что на реке Воргол.
В рассказе герой по пути из Москвы домой, на вокзале в Туле решает по пути заехать в усадьбу Натали, что в получасе езды от Благодатного. В рукописи рассказа указано что подъезжал к усадьбе «по взгорью вдоль заливных лугов Красивой Мечи» — эта река протекает через Ефремов, что под Тулой на ж/д Москва-Воронеж.
Время действия в рассказе не указано, но не ранее 1878 года — даты создания напеваемого Соней романса П. И. Чайковского на стихотворение А. К. Толстого «Средь шумного бала, случайно…».
Сцена бала в Дворянском собрании в Воронеже по словам жены Бунина имеет реальную основу — 12 января 1907 года Бунин был приглашен в Воронеж на вечер студенческого землячества — «этот вечер, вернее, вся его обстановка, дана в его рассказе „Натали“».
В примечании к Собранию сочинений писателя указывается, что в «Натали» «в некотором смысле отобразилось то, что пережил сам Бунин: его увлечение красивой и талантливой поэтессой Галиной Кузнецовой, хотя свою жену Веру Николаевну он любил настоящей, даже какой-то суеверной любовью».
По мнению Н. В. Пращерук, Бунин в «Натали» осуществляет жанровую и структурную цитацию «Обрыва» — герой Бунина, как и герой Гончарова попадает в летней в усадьбе в общество «двух очаровательных женских существ — остро ощущает „присутствие“ рядом этого женского очарования, его притягательность, тайную силу и власть», но Бунин идёт по пути усиления внутреннего драматизма отношений, представляет многообразие проявлений женского начала, раскрывает его значение в одной мужской судьбе:

Бунин как бы «поправляет» предшественника, «помещая» героя в самую глубину проживаний и переживаний любовных чувств. Его герою Бог «дал сразу две любви», да ещё «прибавил» третью — щемящее чувство «страшной жалости, нежности» к женщине-полуребенку, соединяющей тему материнства и детскости. Некоторая «идеальность» отношения к женщине у Гончарова в бунинском рассказе преобразуются в нечто иное, связанное уже не с эстетическим «донжуанским комплексом», а с мистическими глубинами и тайнами пола.

## Критика
«Натали» — это, по-моему, самый лучший и просто изумительный рассказ, одна из лучших Ваших вещей вообще...

Алданов — Бунину, письмо от 25 октября 1941 года
Обнимаю Вас за отзыв о «Натали», хотя, точно ли, что это лучший мой рассказ?

Бунин — Адланову, письмо от 14 ноября 1941 года
Неужели вы не согласны со мной, что «Натали» в композиционном отношении совершенно беспомощная вещь? Несколько прелестных (но давно знакомых и самоперепетых) описательных параграфов- et puis c’est tout [итак это всё (франц.)]. Характерно, что они все умирают, ибо все равно, как кончить, а кончить надо. Гениальный поэт — а как прозаик почти столь же плохой, как Тургенев.

Набоков — Алданову, письмо от 6 мая 1942 года
Возвращаясь к Бунину, скажу, что «странно видная в воде голубовато-меловым телом» Соня в купальне и сама купальня и гроза в главе V «Натали» и многое другое в этом рассказе — изумительны.

Алданов — Набокову, письмо от 14 ноября 1942 года
Как и сборник «Тёмные аллеи», при жизни автора рассказ не получил признания у критиков. В отзыве на журнальную публикацию «Натали» рецензент нью-йоркской газеты «Новое русское слово» Л. Камышников счел основную коллизию психологически неубедительной и аморальной: «Такова уж судьба русской литературы, что чувственные изображения ей не удаются. Возьмись за бунинскую тему какой-нибудь француз, всё вышло бы очень гладко. Юноша-студент влюбляется в первый раз в жизни и сразу в двух. Мопассан, вероятно, дал бы такую насыщенность физического угара, которая оправдала бы психологический надлом, произошедший в душе влюбленного юноши. Бунин — насквозь русский писатель, и его угар в значительной мере проветривается чистым воздухом строгой морали, этой специально русской системы душевного освежения и нравственного очищения. Но именно поэтому в его рассказе дурное выступает с особенной резкостью».
Российские литературоведы постсоветского периода, обращавшиеся к рассказу, основные силы тратили на вчитывание в него всевозможных аллюзий — поиски «перекличек», «параллелей», «отзвуков», которые позволяют соотнести «Натали» едва ли не с любым произведением русской классики XIX в.
Как пишет доктор филологических наук Т. В. Марченко, в рассказе читатель сбивается с толку от отзвуков и переклички перебивающих друг друга знакомых сюжетов — «громкое литературное эхо едва ли не оглушает»:

Весь приезд героя в усадьбу обставлен по-тургеневски, а бал — толстовский, судьбоносный, то есть восходящий по прямой к пушкинскому балу, затем — внезапно перевёрнутая история «Воскресенья», с диктующей условия крестьянкой-наложницей, и финал, уже предложенный — кто бы мог подумать! — Э. Хемингуэем в романе «Прощай, оружие!».
Любовная интрига напоминает Тургенева, а «сама Натали с её суждениями и поступками кажется вполне тургеневской девушкой».
Ассоциации возникают и с целым рядом «классических девичьих пар»: Татьяна и Ольга из «Евгения Онегина», Наташа и Соня из «Войны и мира», Вера и Марфинька из «Обрыва».
Герой носит фамилию Мещерский — как и героиня новеллы Бунина «Лёгкое дыхание» — что «кажется намёком-автоцитатой». Так, историк русской литературы С. Ф. Дмитренко назвал такое совпадение неслучайным, но что тут Бунин иначе толкует в герое то, что им было воспето в Оле Мещерской:

Студент, объятый желанием любовного самоутверждения, очень быстро открывает, что подлинные тайны бездны чувства разверзаются перед человеком совсем не обязательно там, где нет «романтики», где нарушены правила приличия, моральные или, того пуще, биологические установления. Напротив: страстные, взаимно страстные отношения Мещерского с его кузиной Соней оказываются лишь пряной забавой, куртуазно-гривуазным ритуалом, не затрагивающим души героев. Именно поэтому Соня стремится всеми средствами обострить чувство. Едва поздоровавшись с братом, она начинает рассказывать ему о своей подруге Наташе Станкевич. … главная проблема для писателя состоит не в зыбкости границы между идеалом Мадонны и идеалом содомским в человеке, а в неотвратимости их сосуществования.
А. Е. Горелов заметил, что именно первоначальное намерение автора создать «чичиковский» образ накопителя любовных утех и позволило показать «нечто иное»:

Поразительно то, что рассказ «Натали» отчасти сохранил первоначальное намерение автора: чувственная игривость откровенно и густо плещет в лексике и ситуациях, вызванных приездом в имение жаждущего любовных утех доброго молодца, где тот — то ли на радость, то ли на беду — был встречен сразу двумя красавицами. … В рассказе «Натали» проявилось, быть может, с наибольшим трагизмом, перерастание чувственности в драму души, способной на вечное и подлинное поклонение утраченному счастью. И тем возвышенней, тем человечнее оказался её трагизм.— Горелов, Анатолий Ефимович
Однако, Н. М. Рощин в биографии Бунина в серии ЖЗЛ заметил, что трагическая эта любовь не только для героя, но, главным образом, для Натали: «как смело, подробно, с какой правдой пишет Бунин этот одновременный роман между Мещерским, Соней и Натали, и сколь чудный, неповторимо прекрасный образ эта Натали, с её долгой, прошедшей столь мучительные дороги, сквозь всю жизнь любовью к этому вертопраху Мещерскому». А С. Ф. Дмитренко отметил, что герой «теряет не только Натали, но и Соню (заметим её бесследное исчезновение в последующих главах)».
Критикой отмечен психологизм пейзажа в рассказе. Особенность бунинской природы заметил Е. Фарыно: при описании природы и погоды Бунина интересует не «реальная погода», а создаваемая через обращение к ней «модель мира» — смена погоды проясняет происходящее с героями — погода как бы вызывается поступками героев. По словам Т. В. Марченко: «можно сказать решительнее — в „Натали“ — описание природы и есть описание любви». Героиня вписана в разные природные состояния, которые многое говорят о её душевных переживаниях — она мало говорит, но за неё многое говорит обрамляющий её образ природа, пейзаж в размытых и одновременно чётких красках:

Примечательно также, что явление Натали всегда сопровождается светом луны. Лунный свет всегда обещает и всегда обманывает: каждое появление Натали дает герою надежду на счастье, но эта надежда иллюзорна, призрачна. В конце рассказа герой видит её освещённой ночным сиянием, которое высветляет её как почти неземное существо. Следует обратить внимание на то, что образ месяца много раз повторяется, но только в конце рассказа месяц становится круглым.
Финал рассказа трактуется по-разному. Как скорый и неправдоподобный, не раскрывающий что же стало с Соней, как «страшная и чарующая загадка любви и смерти», и большинством литературоведов, например, О. В. Сливицкой, трагический финал рассматривается как торжество Танатоса над Эросом, но есть и противоположное мнение Т. В. Марченко:

Натали создана для поклонения, за неё можно умереть, её можно любить вечно — как прямо говорилось в черновом варианте: «боготворить»… Финал уничтожает расхожее представление о «любви до гроба», поскольку вся история героя-рассказчика — любовь за гробом, после смерти; и финал проясняет образ иконы, введённой не только как мотив повествования. Таким образом, это не Танатос побеждает Эрос, напротив, Эрос торжествует над Танатосом.
Такую же оценку финалу даёт и Н. В. Пращерук: через предшествующий трагической развязке монолог («И вот ты опять со мной и уже навсегда») создаётся эффект преодоленного времени, достижения общего пространства «вечной встречи» — соединения навсегда.

## Издания
При жизни Бунина рассказ был издан четыре раза — три раза на русском языке, и один раз на английском:
- Натали // Новый журнал. — 1942. — № 2. — С. 5-37.
- Натали // Темные аллеи. — Нью-Йорк: Новая земля, 1943. — 152 с.
- Натали // Темные аллеи. — 2-е изд., доп. — Париж: Издательство О. Зелюка, 1946. — 328 с.
- Natalya // Bunin Ivan. Dark Avenues and Other Stories / Translated by R. Hare. London: Lehmann, 1949

Издания в переводе на французский, немецкий и швейцарские языки хотя и готовились, и даже работали переводчики, но изданы при жизни не были.
В литературоведении принято считать «каноническим» текст издания 1946 года, по этому изданию набраны «Темные аллеи» в шеститомном «Собрании сочинений» Бунина 1980-х годов — наиболее авторитетном издании бунинских текстов советского времени и перепечатываются и до сих пор.

## Экранизации
- 1988 — Натали
- 1994 — Лето любви
- 1994 — Наваждение
- 1995 — Мещерские

## Комментарии
1. ↑  В изданный Госполитиздатом ранее в 1955 году сборник рассказов Бунина рассказ «Натали» не включался[12]
2. ↑  Текст в 1945 году уже был набран и готов к печати, но Бунин направил письма с протестом: издание такого сборника было бы нарушением прав французского издательства с которым у Бунина был договор и «оно лишит меня возможности переиздавать собрание моих сочинений на русском языке во Франции или в какой-либо другой стране, то есть единственного источника существования в старости», а над поступившем осенью 1945 года от Посла СССР во Франции А. Богомолова предложении вернуться на родину Бунин ещё только думал, при этом не считая возможным издание книги без его личного участия и редакции текстов.[15]
3. ↑  Село Предтечево существует, но усадьба не сохранилась. Муромцевы были соседями и приятелями отца Бунина. Бунины в 1874 году переехали из Воронежа на хутор Бутырки Предтечевской волости Елецкого уезда Орловской губернии, а в 1881 году поселились в 3 км от Бутырок в оставшееся по наследству от бабушки писателя имение Озёрки.[18] Ни одна из усадеб не сохранилась.
4. ↑  Дворянское собрание в Воронеже находилось в здании по ул. Чайковского № 3, это здание было разрушено в годы Великой Отечественной войны, ныне на его месте пятиэтажный жилой дом